# Gogolewko (województwo wielkopolskie)
Gogolewko – wieś w Polsce położona w województwie wielkopolskim, w powiecie śremskim, w gminie Książ Wielkopolski.
W latach 1975–1998 miejscowość administracyjnie należała do województwa poznańskiego.
Wieś położona nad rzeką Wartą, 4 km na północ od Książa Wielkopolskiego przy drodze powiatowej nr 4076 z Sroczewa do Świączynia.